# 将軍澳駅
座標: 北緯22度16分55.12秒 東経114度9分27.45秒 / 北緯22.2819778度 東経114.1576250度
将軍澳駅（しょうぐんおうえき）は香港新界西貢区にあるMTR将軍澳線の駅である。

## 駅構造
- 島式ホーム1面2線の地下駅。ホームドア設置駅。

| 将軍澳線ホーム | ➊番線 ■将軍澳線 宝琳/康城方面→ |
| 将軍澳線ホーム | 島式ホーム                     |
| 将軍澳線ホーム | ➋番線 ←■将軍澳線 北角方面      |

## 駅構内施設
- セブンイレブン
- 美心西餅
- 鴻福堂健康快線
- 零食物語
- 快図美
- 西龍傳香飯団
- Teenage Forever
- Lady Story
- 商務印書館
- 満健医務中心
- 大班麺包西餅
- 恒生銀行 ATM
- 中国銀行（香港） ATM

## 駅周辺
- 将軍澳中心
- 将軍澳豪庭
- 富康花園
- 唐明苑
- 唐賢街
- 彩明苑
- 播道書院
- 君傲湾
- TKO Spot
- 宣基中学校
- 王華湘中学校
- 鄧英喜中学校
- 佛教志蓮小学校
- 仁愛堂田家炳小学校
- 循道衛理小学校
- 保良局黄永樹小学校
- 将軍澳天主教小学校
- DON DON DONKI モントレープレイス店（2020年11月11日オープン[1]）

## 路線バス
バス
- 新世界第一巴士： 
  - 792M - 将軍澳駅 ↔ 西貢
  - 796C - 清水湾半島 ↔ 蘇屋
  - 796S - 将軍澳駅 ↺ 牛頭角駅
  - 796X - 将軍澳工業邨 ↔ 紅磡碼頭
  - 797M - 将軍澳駅 ↺ 将軍澳工業邨
  - 798 - 調景嶺駅 ↔ 火炭（駿洋邨）
- 過海隧道巴士： 
  - 694

マイクロバス
- 新界専線小巴： 
  - 103M - 将軍澳駅 ↔ 清水湾
  - 108A - 調景嶺駅 ↔ 坑口（北）
  - 110 - 調景嶺駅 ↺ 九龍城

## 歴史
- 2002年8月18日 - 本線開通。
- 2009年7月26日 - 支線（将軍澳駅～康城駅）開通。

## ギャラリー

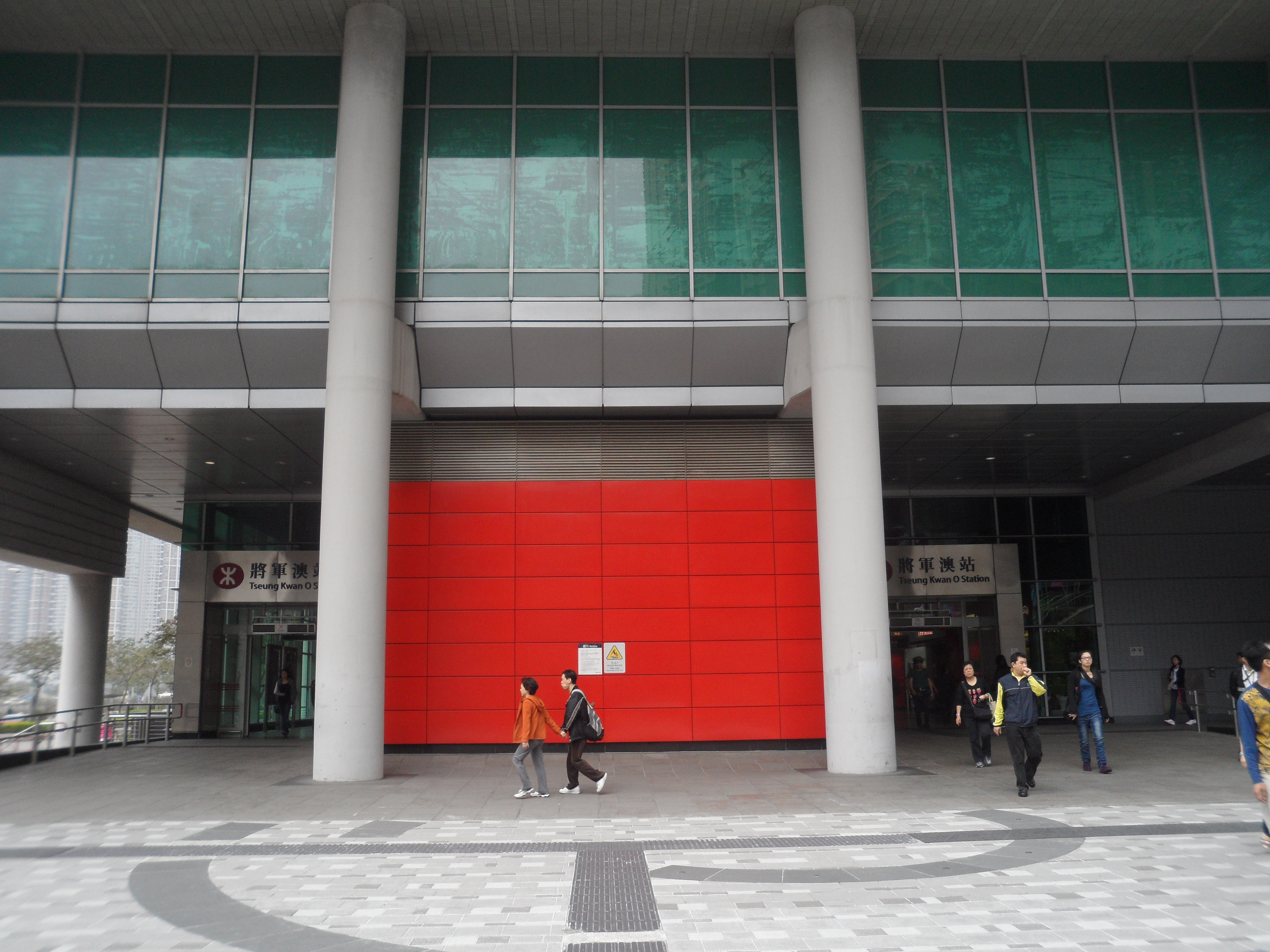
駅A入口
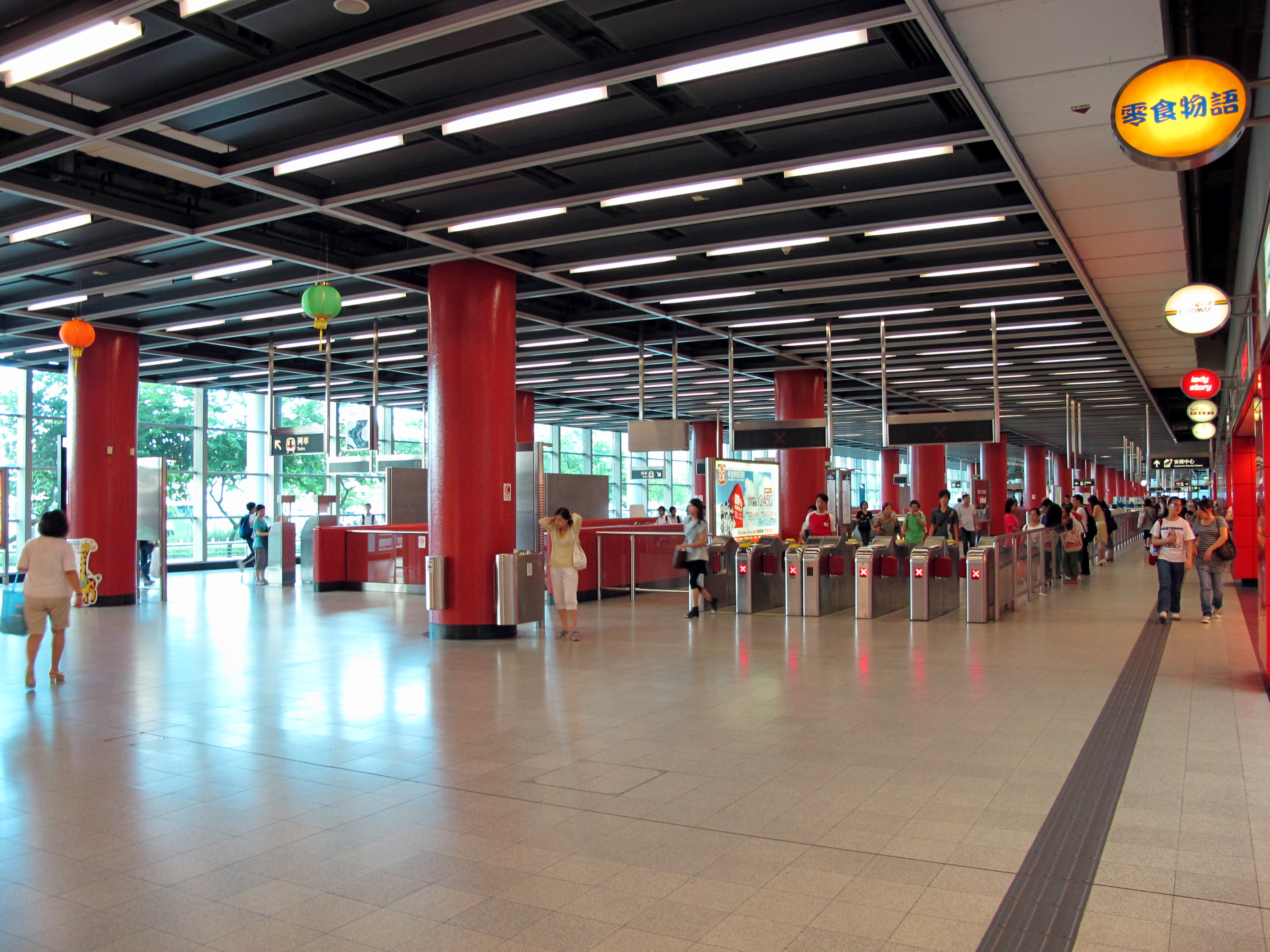
コンコース

## 隣の駅
香港鉄路
■将軍澳線本線
坑口駅 - 将軍澳駅 - 調景嶺駅
■将軍澳線支線
将軍澳駅 - 康城駅